# Есипово (Сокольский район)
Есипово — деревня в Сокольском районе Вологодской области.
Входит в состав Боровецкого сельского поселения, с точки зрения административно-территориального деления — в Боровецкий сельсовет.
Расстояние по автодороге до районного центра Сокола — 6 км, до центра муниципального образования Обросова — 5 км. Ближайшие населённые пункты — Бекренево, Пятино, Окулиха.
По переписи 2002 года население — 25 человек (9 мужчин, 16 женщин). Преобладающая национальность — русские (96 %).